# Alto Paraíso (Paraná)
Alto Paraíso is een gemeente in de Braziliaanse deelstaat Paraná. De gemeente telt 3.273 inwoners (schatting 2009).